# La via valenciana

La via valenciana (en catalan ; littéralement « La Voie valencienne ») est un essai sur l'économie du Pays valencien (es) (actuelle Communauté valencienne, en Espagne) écrit par Ernest Lluch et publié en 1976 par Eliseu Climent.

## Présentation
Faisant suite à Estructura econòmica del País Valencià, œuvre collective dirigée par le même auteur, La via valenciana « introduit définitivement l’analyse de l'économie valencienne dans les coordonnées académiques en usage », selon les mots de Vicent Soler,.
Publiée dans les tout derniers temps du franquisme, sa première édition peut être considérée comme la présentation d'un modèle socio-économique régional perçu comme caduc et des perspectives d'évolution envisagées par les secteurs de l'opposition au régime.
Il implique une révision fondamentale des conceptions sur son objet d’étude, en « rompant avec le schéma » jusqu’alors dominant d’une approche marxiste influencée par les idées Joan Fuster, qui décrivait la région comme fondamentalement agraire, avec une bourgeoisie et une classe entrepreunariale absentes ou déficientes, et en introduisant un « nouveau paradigme dans lequel le large réseau de PME étaient et seraient les protagonistes des changements de la croissance dans l’économie valencienne »,.
Il remporte l'édition 1975 du prix Joan Fuster d'essai.
La seconde édition, parue en 2001 chez Afers, suit de quelques mois l'assassinat de l’auteur par ETA.